# Hugo Weigold

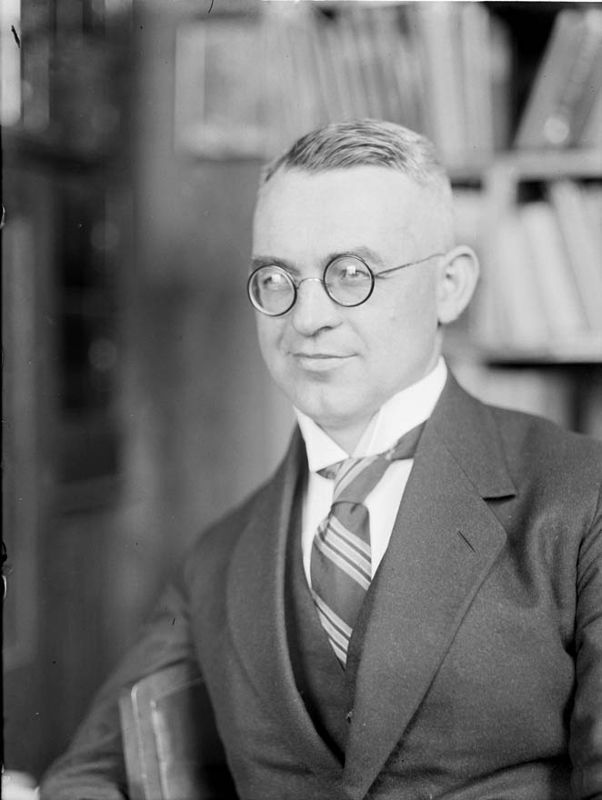
Max Hugo Weigold im Jahr 1927;
in einer Aufnahme von Wilhelm Pietzsch

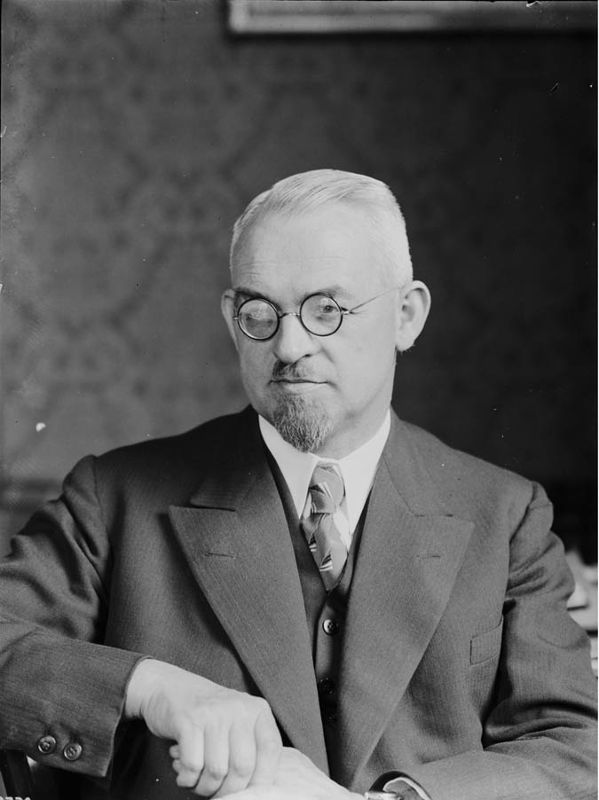
Hugo Weigold 1934;
Foto von Wilhelm Pietzsch

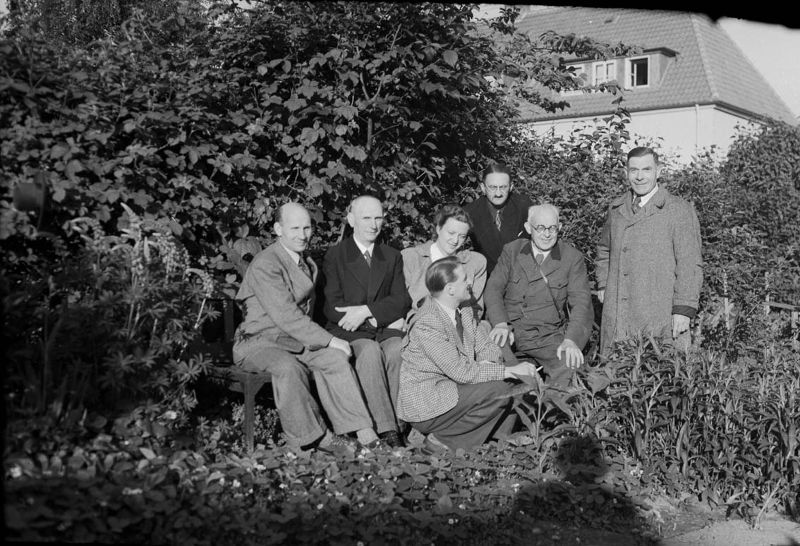
„Abschiedsfeier bei Hugo Weigold“ 1951 im Garten eines noch unidentifizierten Hauses

Max Hugo Weigold (* 27. Mai 1886 in Dresden; † 9. Juli 1973 in Bruckberg) war ein deutscher Zoologe und Ökologe. Er gilt als Pionier der Vogelberingung und als Vorreiter des Naturschutzes in Deutschland. Er brachte einer breiten Öffentlichkeit den Naturschutzgedanken nahe.

## Leben
Weigold studierte Naturwissenschaften und Geographie. Zuerst unter anderem bei Ernst Haeckel an der Universität Jena, später auch bei Richard Woltereck, Otto zur Strassen und Carl Chun an der Universität Leipzig, an der er 1909 promovierte. Zur Zeit seiner Promotion in Leipzig war er für die Wissenschaftliche Kommission für Meeresforschung tätig, wechselte dann aber als Assistent an die Preußische Biologische Anstalt auf Helgoland. 1910 gründete er dort die Vogelwarte Helgoland, die als wissenschaftliche Forschungsstation weltweit Beachtung fand. Von 1910 bis 1924 stand der Vogelwarte vor.
Weigold absolvierte zahlreiche Expeditionen, unter anderem an die Riviera, nach Island oder Syrien. Eine Reise mit Walther Stoetzner nach China und Tibet, die von 1913 bis 1915 geplant war, musste durch den Ausbruch des Ersten Weltkriegs bis insgesamt 1919 verlängert werden. 1916 bis 1919 arbeitete er als Hilfslehrer in Guangzhou. Als erster westlicher Naturforscher sah Weigold in China einen Großen Panda.
1924 wurde er Direktor der Naturkunde-Abteilung des Provinzialmuseums in Hannover und übte von 1926 bis 1934 die Tätigkeit eines Kommissar für Naturdenkmalpflege in der Provinz Hannover aus.
Verschiedene Tierarten tragen seinen Namen, unter anderem
- Canthocamptus weigoldi
- Oreolalax weigoldi
- Parus weigoldi

Hugo Weigold war seit 1909 Mitglied der Deutschen Ornithologen-Gesellschaft.
Die Stiftung Naturschutzgeschichte verwaltet den Nachlass des Naturwissenschaftlers Weigold in ihrem Archiv. Der Nachlass umfasst rund einen Regalmeter und besteht aus ornithologischen Unterlagen (Kartierungsmaterial, Manuskripte), Korrespondenz, Fotos sowie Zeichnungen.

## Werke (Auszug)
- Hugo Weigold: Eine dringende Pflicht der Naturforscher. Sonderdruck Auflage. 1923.
- Hugo Weigold, Ernst Schüz: Atlas des Vogelzugs nach den Beringungsergebnissen bei paläarktischen Vögeln. Friedländer, Berlin 1931.
- Hugo Weigold: Die Biogeographie Tibets und seiner Vorländer. Verein Sächsischer Ornithologen, Hohenstein-Ernstthal 2005, ISBN 3-9806583-6-8, urn:nbn:de:hebis:30:4-132407.